# Iron Bridge, Ironbridge
Iron Bridge (Železni most) je most, ki prečka reko Severn v Shropshiru, Anglija. Odprt je bil leta 1781 in je bil prvi ločni most na svetu, narejen iz litega železa.
Leta 1934 je bil spomeniško zaščiten in zaprt za vozila. Mostnina za pešce se je plačevala do leta 1950, ko je lastnik mostu postal svet okrožja Shropshire. Zdaj pripada svetu območja Telforda and Wrekina. Most je v bližini naselja Ironbridge v soteski Ironbridge, ki sta skupaj na seznamu Unescove svetovne dediščine. Je na seznamu zgradb stopnje I in točka na poti po ostankih dediščine po južnem Telfordu.

## Zgodovina

### Ozadje
Abraham Darby I. je talil lokalno železovo rudo s koksom iz premoga iz Coalbrookdala že leta 1709 in v naslednjih desetletjih je Shropshire postal središče industrije zaradi nizke cene goriva iz lokalnih rudnikov. Reka Severn je bila ključna trgovska pot, vendar tudi ovira za potovanje po soteski Ironbridge, saj je bil najbližji most v Buildwasu oddaljen dve milji.  Reka zaradi strmih brežin soteske ni bila plovna za velike ladje, saj noben most ni bil dovolj visok.  Strmina in nestabilnost brežin sta oteževali gradnjo mostov, ni bilo točke, na kateri bi se ceste na nasprotnih straneh reki dovolj približale.
Železni most je bil prvi take vrste, čeprav ni bil prvi železni most. Delno je bil zgrajen v Lyonu leta 1755, vendar so bili previsoko stroški, da bi ga dokončali. Brv iz kovanega železa razpetine 22,2 m čez okrasni kanal je bila zgrajen v Yorkshiru leta 1769. 

### Predlog
Leta 1773 je arhitekt Thomas Farnolls Pritchard pisal lokalnemu železarskemu veljaku Johnu Wilkinsonu iz Broseleyja, da predlaga gradnjo mostu iz litega železa.  Pritchard je imel predhodne izkušnje z zasnovo lesenih in kamnitih mostov, zato je verjel, da je mogoče uporabiti elemente iz železa.
Pozimi leta 1773–74 so lokalni časopisi oglaševali predlog za peticijo parlamentu, da dovoli zgraditi most iz železa z razpetino 37 m.  Leta 1775 so predvideli, da bi za to potrebovali med tri in štiri tisoč funtov. Abraham Darby III., vnuk Abrahama Darbyja I. in železar iz Coalbrookdala, je bil imenovan za zakladnika projekta.
Marca 1776 je bil sprejet zakon za gradnjo mostu s kraljevim pristankom, pravnim svetovalcem Thomasom Addenbrookom, Abrahamu Darbyju III. pa je bilo naročeno, da odda delo in zgradi most. Maja 1776 so skrbniki umaknili Darbyjevo naročilo in spremenili načrt za most z enim lokom, češ naj bo zgrajen v "kamnu, opeki ali lesu". Predlog ni bil ustrezen in skrbniki so se strinjali s Pritchardovo zasnovo, vendar pa so bili negotovi glede uporabe železa in stroškov ter trajanja gradnje. Julija 1777 je bil razpon mostu zmanjšan na 27 m, nato pa ponovno povečan na 30,63 m, da bi zagotovili pot po brežini.

## Konstrukcija
Trajekt je vozil med Madeleyjem in Benthallom in ta smer je bila izbrana za visok pristop na vsaki strani in sorazmerno trdnost tal. V zakonu parlamenta je pisalo, da mora biti most zgrajen "od točke benthallske župnije v bližini hiše Samuela Barnetta do točke na nasprotni obali v bližini hiše Thomasa Crumptona". Pritchard je umrl 21. decembra 1777 v svoji hiši v Eytonu ob reki Severn le mesec po tem, ko se je delo začelo.
Zidovje in oporniki so bili zgrajeni med letoma 1777 in 1778, rebra so bila dvignjena poleti leta 1779.  Nastajajoči most se je prvič raztegnil čez reko 2. julija 1779 in je bil odprt za promet 1. januarja 1781. 
Več informacij o tem, kako je bil zgrajen most, je razkril majhen akvarel Eliasa Martina, ko so ga odkrili leta 1997 v muzeju v Stockholmu. Prikazuje namreč most v gradnji leta 1779. Pol velikosti replike glavnega dela mostu je bilo zgrajene leta 2001 kot del raziskave za program BBC-ja Timewatch, ki je bil prikazan leta 2002. 

### Načrt
Most je zgrajen iz petih reber iz litega železa z razponom 30,6 metrov. Natanko 378 dolgih ton 10 CWT (847.800 lb ali 384,6 t) železa je bilo uporabljeno pri gradnji mostu in skoraj 1700 posameznih komponent, najtežje so tehtale 5,5 dolge tone (5,6 t). Komponente so bile izdelane posamič, da so se prilegale med seboj, namesto da bi bile standardnih velikosti z neskladji do nekaj centimetrov med enakimi komponentami na različnih krajih. 
Okrasni obročki in ogivi med strukturnimi rebri mostu kažejo, da je bila končna Pritchardova zasnova iz istih elementov kot obnovljen paviljon. Delovodja v livarni, Thomas Gregory, je pripravil podrobne načrte za člene, ki nastanejo pri uporabi tesarskih spojev kot mozničene vezi in rogljast spoj.
Dva dodatna loka podobne konstrukcije iz litega železa nosita pot za vleko na južnem bregu in delujeta tudi kot poplavna loka. Kamniti lok nosi majhno pot na severu.

### Stroški
Darby se je strinjal, da bi zgradili most za 3250 £, a se je povečal. Dejanski stroški mostu niso znani, sodobni zapisi pa kažejo, da so bili 6000 £, presežek naj bi pokril Darby, ki je bil močno zadolžen pri drugih družbah. Do sredine 1790-ih je bil most zelo donosen in mostnina je dala delničarjem letno dividendo v višini 8 odstotkov. 

## Vzdrževanje
Odprtje mostu je povzročilo spremembe v urbanizmu naselja v soteski in ceste okoli mostu so se v letih po njegovi gradnji izboljšale. Mesto, ki je dobilo ime po mostu, se je razvilo na severnem koncu. Poslovneži, pa tudi lokalni hotelirji in drugi so vzbujali zanimanje za most pri članih uglajene družbe. 

### Obnova
Julija 1783 je bil zgrajen 32-metrski zid, da bi preprečili zdrs severne brežine v reko. Decembra 1784 so našli v kamnitem loku na južni strani razpoke, sosednji opornik je kazal znake gibanja. Soteska je zelo nagnjena k plazovom, več kot 20 je bilo zaznanih na tem območju. Sumili so, da so se brežine soteske premikale proti reki, zaradi česar so se temelji loka premikali drug proti drugemu. Most so popravljali v letih 1784, 1791 in 1792.
To je bil edini most na reki Severn, ki v poplavi februarja 1795 ni bil poškodovan zaradi svoje moči in ustreznega profila proti poplavnim vodam. Poškodovan srednjeveški most v Buildwasu je bil na primer nadomeščen z litoželeznim mostom Thomasa Telforda, ki je na podlagi vrhunskega oblikovanja potreboval manjše količine železa kljub daljšemu razponu 39 metrov. Most v Buildwasu je preživel do leta 1906. 
Leta 1800 so skrbniki naročili popravila, ki so trajala več let in obsegala zamenjavo kamnitih temeljev lokov z enim lesenim, da bi razbremenili pritisk na glavni razpon. Predlog za gradnjo toge podpore med oporniki ni bil mogoč z razpoložljivo tehnologijo, vendar pa je bil dosežen med poznejšo obnovo mostu v 1970-ih. Leta 1812 je Charles Hutton gradnjo opisal kot "zelo slabo" in napovedal, da ne bi trajala dolgo, "čeprav ne zaradi katere koli pomanjkljivosti na železnem delu". Leseni loki so bili nadomeščeni z litoželeznimi decembra 1820, nadaljnja popravila pa so bila potrebna v preostanku 19. stoletja.
24. avgusta 1902 se je v reko zrušila  9,1 m dolga ograja, del krova plošče, težak okoli 5 CWT, je padel z mostu julija 1903. Odprtje brezplačnega betonskega mostu leta 1909 je povzročilo zaskrbljenost med skrbniki, vendar so ga vozila in pešci še vedno uporabljali. 

### Zaprtje
Družba Mott, Hay in Anderson leta 1923 je ugotovila, da je bil razen barve glavni razpon mostu v dobrem stanju. Predlagali so, naj bo  kovina krova mostu nevarno težka in da bi po odstranitvi nosilnost mostu pred ponovnim odprtjem omejili na vozila, lažja od 2 ton, in to po sredini cestišča. Omejitev teže na 4 tone, ki je bila določena leta 1930, je pomenila, da vozniki, ki so prevažali ploščice, ki so jih delali v Jackfieldu, ne bi smeli več voziti čez most. Vztrajali so, naj jim dovolijo uporabo mostu, zato so skrbniki sprejeli odločitev, da zaprejo most za promet 18. junija 1934. Istega leta je bil spomeniško zaščiten. Do leta 1950 so pobirali mostnino za pešce, nato pa je lastnik postal svet okrožja Shropshire. Pobiranje mostnine ni pokrivalo stroškov vzdrževanja. Leta 1956 je svet predlagal, naj se most poruši in  nadomesti z novim, vendar ta načrt ni bil uresničen. 

### Rekonstrukcija
Po pogajanjih o zbiranju potrebnih sredstev je bilo med letoma 1972 in 1975 za program potrebnih 147.000 £.  Svetovalno inženirstvo Sandford, Fawcett, Wilton and Bell je bilo izbrano za armirano betonsko obnovitev mostnih opornikov. Lok je gradilo podjetje Tarmac Construction, začelo je spomladi leta 1973, vendar pa so nenavadno visoke poletne poplave odplaknili,   da bi bilo delo opravljeno v enem poletju. Polnilni material so odstranili z južnega opornika, s tem zmanjšali težo in lok okrepili z betonom. Površina ceste je bila nadomeščena z makadamom, kamen opornikov je bil obnovljen, cestninska hiša pa obnovljena kot informacijsko središče. Leta 1980 je bila struktura prvič naslikana. Delo je bilo končano ob 200-letnici odprtja, ki so jo praznovali s prašičjo pečenko 1. januarja 1981.
V obdobju med letoma 1999–2000 je bil most zastrt z odri, da bi upravi English Heritage omogočili pregled. Most je bil prebarvan in narejena so bila  manjša popravila.

## Umetniška upodobitev
Več kot 50 slikarjev in graverjev je prišlo na območje okoli Coalbrookdala v obdobju 1750–1830, da bi spremljali rast industrije. Prvi umetnik, ki je opisal most, je bil William Williams. Darby mu je oktobra 1780 plačal 10 gvinej za "risanje" mostu. Gravura Michaela Angela Rookerja je bila priljubljena, eno kopijo je kupil Thomas Jefferson.
Leta 1979 je bila na Kraljevi akademiji razstava z naslovom "Pogled z Železnega mostu" v spomin na 200-letnico mostu. 